# Creatonotos wilemani
Creatonotos wilemani là một loài bướm đêm thuộc phân họ Arctiinae, họ Erebidae.